# Родерік Август Браун
Родерік-Август Бра́ун (6 березня 1817, Львів — після 1861, Старокостянтинів) — польський і український скрипаль, композитор і диригент. Син музиканта Августа Томаса Брауна.

## Біографія
Народився 6 березня 1817 року у місті Львові (тепер Україна). Гри на скрипці навчився у батька. З 1836 року працював у Відні, у 1839—1840 роках виступав як соліст у Львові, потім переїхав до Житомира, керував оркестром Я. Чечеля у Самчиках. 1861 року оселився у Старокостянтинові, де і помер.

## Творчість
Серед творів: концерти для скрипки, варіації, п'єси у формі народних танців.